# دليل جودل الوجودي للإله
هو حجة صورية قدمها عالم الرياضيات كورت جودل (1906-1978) لوجود الله . وتأتي الحجة في خط من التطور يعود إلى أنسيلم كانتربري (1033-1109). حجة القديس أنسلم الوجودية، في أوجز صورها، هي كما يلي: "الله، حسب التعريف، هو الكائن الذي لا يمكن تصور ما هو أعظم منه. الله موجود في الفهم (العقل). وإذا كان الله موجودًا في الفهم، فيمكننا تخيّله أعظم من خلال وجوده في الواقع. وبالتالي، فلا بد أن الله موجود." توضيح: الله هو أعظم كائن يمكن تصوره، ولو كان موجود فقط في الذهن وليس في الواقع، فإننا نستطيع أن نتصور كائنًا أعظم منه، وهذا يناقض الفرضية. إذًا لا بد أن الله موجود في الواقع.قدّم غوتفريد لايبنتز (1646-1716) نسخة أكثر تفصيلًا؛ وهي النسخة التي درسها غودل وحاول توضيحها بحجته الوجودية.
تستخدم الحجة المنطق النمطي ، الذي يتعامل مع البيانات حول ما هو بالضرورة صحيح فهو ممكن بأن يكون صحيحًا. وانطلاقًا من بعض المسلمات (الأُسس)، مثل أن الخاصية لا يمكن أن تُعد إيجابية إذا كان عدم وجودها يُعتبر إيجابيًا، وأن كل خاصية تترتب على خاصية إيجابية يجب أن تكون بدورها إيجابية، يُستنتج أن (نظرًا لأن الخصائص الإيجابية لا تتضمن تناقضًا) لأي خاصية إيجابية، من الممكن وجود كائن يجسّد هذه الخاصية. فهو يعرّف الله بأنه الكائن الذي يجسد كل الخصائص الإيجابية. بعد تعريف ما يعنيه أن تكون الخاصية "جوهر" شيء ما (الخاصية الوحيدة التي تتضمن بالضرورة كل خصائصه الأخرى)، فإنه يستنتج أن تجسيد الله لجميع الخصائص الإيجابية يجب أن يكون جوهر الله. بعد تعريف خاصية "الوجود الضروري" واعتبارها بديهية إيجابية، خلصت الحجة إلى أنه بما أن الله يجب أن يتمتع بهذه الخاصية، فلا بد أن يكون الله موجودًا بالضرورة (أي لا يمكن أن لا يكون موجودًا).

## تاريخ بداية دليل جودل الأنطولوجي
ترك جودل مخططًا من أربعة عشر نقطة لمعتقداته الفلسفية في أوراقه  تشمل النقاط ذات الصلة بالإثبات الوجودي ما يلي:
1- توجد عوالم أخرى وكائنات عاقلة من نوع مختلف وأعلى. 2- العالم الذي نعيش فيه ليس العالم الوحيد الذي سنعيش فيه أو قد عشنا فيه. 3- هناك فلسفة ولاهوت علميان (دقيقان)، يتعاملان مع مفاهيم على أعلى درجات التجريد؛ وهما أيضًا في غاية الخصوبة من الناحية العلمية. 4- الأديان، في أغلبها، سيئة — لكن الدين نفسه ليس كذلك.
النسخة الأولى من البرهان الأنطولوجي في أوراق غودل مؤرخة بـ"حوالي عام 1941". وليس معروفًا أنه أخبر أحدًا عن عمله على هذا البرهان حتى عام 1970، عندما اعتقد أنه يحتضر. في فبراير من ذلك العام، سمح لـ دانا سكوت بنسخ نسخة من البرهان، والتي بدأت تنتشر بشكل خاص بين المهتمين.
وفي أغسطس 1970، أخبر غودل أوسكار مورغنسترن أنه "راضٍ" عن البرهان، لكن مورغنسترن سجّل في مذكراته بتاريخ 29 أغسطس 1970 أن غودل لم يرغب في نشرها لأنه كان يخشى أن يعتقد الآخرون "أنه يؤمن فعلاً بوجود الله، في حين أنه منخرط فقط في تحقيق منطقي (أي أنه يُظهر أن مثل هذا البرهان، إذا ما بُني على افتراضات كلاسيكية مثل الاكتمال وغيرها، يمكن أن يكون ممكناً بشكل ممنهج).
توفي غودل في 14 يناير 1978. وقد عُثر في أوراقه على نسخة أخرى مختلفة قليلًا عن نسخة سكوت، وقد نُشرت في نهاية المطاف مع نسخة سكوت في عام 1987.
في رسائل إلى والدته، التي لم تكن تذهب إلى الكنيسة وربت كورت وشقيقه كمفكرين أحرار،  دافع غودل مطولاً عن الاعتقاد بالحياة الآخرة، وفعل الشيء نفسه في مقابلة مع هاو وانغ المتشكك، الذي قال: "لقد عبرت عن شكوكي بينما كان هاو يتحدث ابتسم غودل وهو يجيب على أسئلتي، مدركًا بوضوح أن إجاباته لم تكن مقنعة لي."  أفاد وانغ أن زوجة غودل، أديل، بعد يومين من وفاة غودل، أخبرت وانغ أن "غودل، على الرغم من أنه لم يكن يذهب إلى الكنيسة، كان متدينًا ويقرأ الكتاب المقدس في السرير كل صباح أحد."  في إجابة غير مرسلة بالبريد على استبيان، وصف غودل دينه بأنه "لوثري معمد (ولكن ليس عضوًا في أي جماعة دينية). إيماني هو توحيدي، وليس وثنيًا، وأتبع لايبنتز بدلاً من سبينوزا (بمعنى آخر، غودل كان يرى أن هناك خالقًا أعلى، ليس مجرد تجلٍّ للطبيعة، بل كائن مستقل عنها).

## شرح الدليل
يستخدم الدليل المنطق النمطي،  الذي يُميز بين الحقائق الضرورية والحقائق العرضية. في أكثر دلالات المنطق النمطي شيوعًا، يُؤخذ في الاعتبار العديد من " العوالم الممكنة ". تكون الحقيقة ضرورية إذا كانت صحيحة في جميع العوالم الممكنة. على النقيض من ذلك، إذا كانت عبارة صحيحة في عالمنا، ولكنها خاطئة في عالم آخر، فإنها تُعتبر حقيقة عرضية. تُسمى العبارة الصحيحة في عالم ما (ليس بالضرورة عالمنا) حقيقة ممكنة.
علاوة على ذلك، يستخدم الدليل منطقًا من الدرجة الأعلى (نمطيًا) لأن تعريف الله يستخدم تقديرًا صريحًا للخصائص. 
أولًا، يُرسّخ غودل مفهوم "الخاصية الإيجابية":  لكل خاصية φ ، إما φ أو نفيها ¬ يجب أن تكون φ موجبة، ولكن ليس كليهما (البديهية 2). إذا كانت الخاصية الإيجابية φ تستلزم خاصية ψ في كل عالم ممكن، فإن ψ موجبة أيضًا (البديهية 1).  ثم يجادل غودل بأن كل خاصية إيجابية "مُمثلة بشكل محتمل"، أي تنطبق على الأقل على شيء ما في عالم ما (النظرية 1). بتعريف الشيء بأنه إلهي إذا كان لديه جميع الخصائص الإيجابية (التعريف 1)،  واشتراط أن تكون تلك الخاصية موجبة بحد ذاتها (البديهية 3)،  يُظهر غودل أنه في بعض العوالم الممكنة يوجد شيء إلهي (النظرية 2)، يُسمى "الله".
ولتحقيق هذه الغاية، يُعرّف الجواهر: إذا كان x كائنًا في عالم ما، فإن الخاصية φ تُقال إنها جوهر لـ x إذا كانت φ ( x ) صحيحة في ذلك العالم وإذا كانت φ تستلزم بالضرورة جميع الخصائص الأخرى التي يمتلكها x في ذلك العالم (التعريف 2). وبموجب اشتراط أن تكون الخصائص الإيجابية إيجابية في كل عالم ممكن (المبدأ 4)، يمكن لغودل أن يُظهر أن التشابه مع الله هو جوهر لكائن يشبه الله (النظرية 3). الآن، يُقال إن x موجود بالضرورة إذا كان لكل جوهر φ لـ x عنصر y له الخاصية φ في كل عالم ممكن (التعريف 3). تتطلب البديهية 5 أن يكون الوجود الضروري خاصية إيجابية.
ومن ثم، يجب أن ينبع ذلك من التشابه مع الله. وعلاوة على ذلك، فإن التشابه مع الله هو جوهر الله، لأنه يستلزم جميع الخصائص الإيجابية، وأي خاصية غير إيجابية هي نفي لبعض الخصائص الإيجابية، وبالتالي لا يمكن أن يكون لله أي خصائص غير إيجابية. ونظرًا لأن الوجود الضروري هو أيضًا خاصية إيجابية (البديهية 5)، فيجب أن يكون خاصية لكل كائن لديه خصائص ممتدة من الإله، حيث أن كل كائن لدية خاصية ممتدة من الإله لديه جميع الخصائص الإيجابية (التعريف 1). ونظرًا لأن أي كائن لديه خصائص ممتدة من الإله موجود بالضرورة، فيترتب على ذلك أن أي كائن لديه هذه الخصائص في عالم واحد هو كائن لديه هذه الخصائص الممتدة من الإله في جميع العوالم، وفقًا لتعريف الوجود الضروري. ونظرًا لوجود كائن لديه هذه الخصائص يعيش في عالم واحد، كما هو مثبت أعلاه، فقد نستنتج أنه يوجد كائن لديه هذه الخصائص الممتدة من الإله في كل عالم ممكن، كما هو مطلوب (المبرهنة 4). وإلى جانب البديهية 1-5 والتعريف 1-3، تم استخدام بعض البديهيات الأخرى من المنطق النمطي ضمنيًا في الإثبات.
ومن خلال هذه الفرضيات، من الممكن أيضًا إثبات وجود إله واحد فقط في هذه العوالم من خلال قانون لايبنتز، وهوية الأشياء غير المميزة: يكون اثنان أو أكثر من الأشياء متطابقين (نفس الشيء) إذا كانت جميع خصائصهم مشتركة، وبالتالي، لن يكون هناك سوى شيء واحد في كل عالم يمتلك الخاصية G. ومع ذلك، لم يحاول جودل القيام بذلك، حيث قصر إثباته عمدًا على قضية الوجود، وليس التفرد.

## برهان غودل الأنطولوجي
برهان غودل الأنطولوجي هو برهان منطقي اقترحه عالم الرياضيات والفيلسوف النمساوي كورت غودل لإثبات وجود الله باستخدام المنطق فقط. يعتمد البرهان على المنطق المودالي (المنطق الذي يتعامل مع العبارات حول الضرورة والإمكان) ويسعى إلى إثبات أن وجود كائن إلهي أمر ضروري بناءً على بعض المبادئ المنطقية البسيطة.

### الفكرة الأساسية
غودل يعتمد على الفكرة القائلة إن الله هو كائن مثالي يمتلك جميع الخصائص الإيجابية. من خلال استخدام المنطق المودالي، يحاول غودل إثبات أن وجود هذا الكائن الإلهي ضروري (أي يجب أن يكون موجودًا في كل العوالم الممكنة).

### الخطوات الرئيسية للبرهان
1. الخصائص الإيجابية: غودل يبدأ بتعريف الخصائص الإيجابية (مثل الكمال، والحكمة، والرحمة، إلخ)، التي تعتبر ضرورية لتصنيف الكائنات باعتبارها "إلهية".
2. إمكانية وجود كائن يمتلك هذه الخصائص: إذا كانت خاصية ما إيجابية، فإنها من الممكن أن تكون موجودة في كائن ما.
3. تعريف "كائن إلهي": غودل يعرف الكائن الإلهي ككائن يمتلك كل الخصائص الإيجابية. كما يثبت أن "الشبه بالإله" هو خاصية إيجابية بحد ذاته.
4. الوجود الضروري: أحد المفاهيم الرئيسية في البرهان هو فكرة "الوجود الضروري"، والتي تعني أن الكائن يمتلك جميع الخصائص الأساسية في كل العوالم الممكنة.
5. إثبات الوجود الضروري لله: غودل يوضح أنه بما أن الكائن الإلهي يمتلك جميع الخصائص الإيجابية، فإنه يجب أن يمتلك أيضًا خاصية "الوجود الضروري"، مما يعني أنه يجب أن يوجد في كل العوالم الممكنة.

### المفاهيم المستخدمة
- P(φ): الخاصية φ هي خاصية إيجابية.
- ◻: تعني "الضرورة" أو "في جميع العوالم الممكنة".
- ◊: تعني "الإمكان" أو "في عالم ممكن واحد على الأقل".
- ∃ x: "يوجد كائن x".
- ∀ x: "لكل كائن x".
- E(x): "x يوجد بالضرورة".

### النتيجة النهائية
من خلال هذه الخطوات المنطقية، يثبت غودل أن كائنًا يمتلك كل الخصائص الإيجابية (كائن إلهي) يجب أن يوجد بالضرورة في كل العوالم الممكنة. وبالتالي، يكون وجود الله لا مفر منه، لأنه وجوده ضروري.
شرح:
النتيجة النهائية للبرهان هي أن وجود الله، كما يعرفه غودل، هو وجود ضروري. وهذا يعني أن الله يجب أن يوجد في جميع العوالم الممكنة.
لفهم ذلك بشكل أبسط:
1. الإله في هذا البرهان هو كائن يمتلك جميع الخصائص الإيجابية (مثل الكمال، العظمة، الحكمة، وغيرها).
2. غودل يُثبت من خلال منطق خاص (المنطق المودالي) أن وجود كائن إلهي كهذا لا يمكن أن يكون ممكنًا فقط، بل يجب أن يكون ضروريًا. بمعنى آخر، إذا كان الله يمتلك جميع الخصائص الإيجابية، فإن وجوده لا يمكن أن يكون استثناءً في أي عالم ممكن. وجوده هو أمر واجب و ضروري.

إذن، النتيجة هي أن وجود الله لا يعتمد على الظرف أو الاختيار، بل هو ضرورة منطقية.
هذه هي النتيجة التي يستهدف البرهان إثباتها: وجود الله هو مفروض و ضروري بناءً على خصائصه الإيجابية التي لا يمكن أن تكتمل دون أن يكون موجودًا في كل العوالم الممكنة.
هل هذا التوضيح يساعد في فهم النتيجة النهائية للبرهان؟

### الملاحظات
- البرهان يعتمد على المنطق المودالي، ويأخذ في اعتباره أن المنطق يمكن أن يكون أداة لإثبات وجود الكائن الإلهي.
- لم يكن غودل يهدف إلى إثبات مفهوم الله كما هو في الأديان، بل كان يريد إظهار أن وجود كائن إلهي مثالي يمكن استنتاجه بشكل منطقي.
- رغم أن البرهان يعبر عن مفهوم فلسفي، إلا أنه لا يخلو من الجدل، وقد أبدى العديد من الفلاسفة والمفكرين اعتراضات على المنهجيات المستخدمة.

## الانتقادات

### الانتقادات الموجهة إلى برهان غودل الأنطولوجي
برهان غودل يثير جدلاً فلسفيًا وعقليًا واسعًا، ويُنظر إليه غالبًا على أنه تجربة منطقية مثيرة، لكن ليست بالضرورة إثباتًا نهائيًا لوجود الله. فيما يلي أبرز الانتقادات الموجهة إليه:

#### 1. الشك في المسلّمات الأساسية
- البرهان يقوم على خمس مسلّمات، بعضها مثير للجدل.
- لا توجد مبررات كافية لاعتبار هذه المسلّمات صحيحة.

#### 2. إمكانية الانهيار النمطي (Modal Collapse)
- بحسب جوردان سوبل، تقود المسلّمات إلى انهيار في المنطق النمطي الممكن أو الضروري، بحيث تصبح كل حقيقة ممكنة أو ضرورية "ضرورة منطقية".
- هذا يفقد التمييز بين ما هو ممكن، وضروري، وطارئ.
- بعض الباحثين اقترح أن غودل ربما لم يرَ في هذا الانهيار مشكلة (خاصة إذا اعتبر أن الحقيقة المنطقية ذات طابع ضروري في جميع العوالم الممكنة).

#### 3. قابلية البرهان للتعديل والدحض
- جرت محاولات لتحسين البرهان، مثل تعديل أندرسون، لكن هذه التعديلات نفسها تعرّضت للنقد والدحض.
- بعض النقاد، مثل غيتينغز، اعترف بإمكانية التشكيك في المسلمات لكنه رفض بعض الحجج المضادة الموجهة إليه

#### 6. قبول جزئي من بعض اللاهوتيين
- بعض علماء الدين، مثل الأب سبيتزر، رأوا في البرهان تحسينًا منطقيًا لحجة أنسلم القديمة، لكنهم أقرّوا بأن حجة أنسلم نفسها "لا تعمل" بالكامل.

### خلاصة
رغم تماسك برهان غودل من حيث البنية المنطقية، فإن قيمته تعتمد كليًا على قبول المسلّمات. وإذا كانت هذه المسلّمات محل شك فإن الاستنتاج نفسه يكون قابلًا للشك، ولذا يُنظر إلى البرهان كأداة للتأمل الفلسفي أكثر من كونه إثباتًا نهائيًا.
مراجع:
- "Gödel's Ontological Proof" in Wang, Hao, "A Logical Journey: From Gödel to Philosophy". A Bradford Book, 1997.
- Gödel, K., "Essays on the Foundations of Mathematics". 1995.